# جاك وايت (لاعب كرة قدم)
جاك وايت (بالإنجليزية: Jack White)‏ (17 مارس 1924 بدونكاستر في المملكة المتحدة - 1 يوليو 2011 في المملكة المتحدة) هو لاعب كرة قدم بريطاني (وحمل سابقاً جنسية المملكة المتحدة لبريطانيا العظمى وأيرلندا) في مركز الدفاع. لعب مع نادي بريستول سيتي ونادي شيفيلد ونادي ألدرشوت ونادي كامبريدج ستي ونادي تلفورد يونايتد.

## وصلات خارجية
- جاك وايت (لاعب كرة قدم) على موقع قاعدة بيانات كرة القدم.إي يو (الإنجليزية)